# Mr. Nobody (colonna sonora)
Mr. Nobody è un album, pubblicato in Belgio il 26 gennaio 2010 dall'etichetta Mogno Music, contenente la colonna sonora del film Mr. Nobody, diretto da Jaco Van Dormael. Composta da Pierre Van Dormael, il fratello del regista, Mr. Nobody è l'ultimo lavoro del compositore prima della sua prematura morte nel 2008.

## Il disco
La colonna sonora per Mr. Nobody fu composta da Pierre Van Dormael, il quale si occupò anche della produzione e delle registrazioni avvenute al PVD Studio nel corso del 2008. La colonna sonora fu terminata dopo che al musicista fu diagnosticato un cancro in fase terminale. Jaco Van Dormael non voleva che la musica fosse apertamente emozionale, così lui e Pierre scelsero un'orchestrazione minimalista e, il più delle volte, una singola chitarra.
L'album ricevette un buon riscontro da parte dalla critica musicale. Ai Premi Magritte 2011, il film Mr. Nobody ricevette un record di sei riconoscimenti e la musica di Pierre Van Dormael vinse il premio per la migliore colonna sonora.

## Tracce
Musiche di Pierre Van Dormael.
1. Sous les draps – 2:53
2. Trois petites filles – 1:44
3. Waltz – 1:40
4. La nature des peurs – 1:50
5. Du bout des doigts – 1:37
6. Le temps immobile – 2:22
7. Cercles – 2:31
8. Celui qui n'existe pas – 0:49
9. Sous les draps – 1:42
10. Au fond des bois – 2:27

## Formazione
Musicisti
- Pierre Van Dormael – chitarra
- Eric Baeten – violino
- Jean Pierre Borboux – violoncello
- Cristina Constantinescu – violino
- Stijn Daveniers – violoncello
- Philippe de Cock – pianoforte acustico
- Liesbeth de Lombaert – violoncello
- Peter Despiegelaere – violino
- Véronique Gilis – violino
- Manuel Hermia – flauto
- Ivo Lintermans – violino
- Antoine Maisonhaute – violino
- Romain Montfort – violoncello
- Mark Steylaerts – primo violino
- Marian Tache – violino

- Dirk Uten – violino
- Hans Vandaele – violoncello
- Gudrun Vercampt – violino
- Eva Vermeren – violino
- Inge Walraet – violino

Produzione
- Pierre Van Dormael – arrangiamento, produzione, registrazione (PVD Studio)
- Philippe de Cock – arrangiamento orchestra d'archi, produzione
- Philippe Delire – registrazione (ICP Studio)
- Jarek Frankowski – missaggio (Acoustic Recordings Studio)
- Olivier Gérard – missaggio (Synsound)
- Henri Greindl – mastering
- Dan Lacksman – missaggio (Synsound)
- David Minjauw – registrazione (Dada Studio)
- Stéphane Owen – registrazione (Yellow Sub Studio)